# Об'єкт 772
«Об'єкт 772» — проект радянського ракетного танка. На відміну від танка «Об'єкт 775», де застосовувався ракетний комплекс 9М15 «Тайфун», в цій машині планувався ПТКР «Лотос». Розробка почалася в 1959 році в конструкторському бюро Челябінського тракторного заводу. Створював проект відомий радянський конструктор танків і тракторів Ісаков П. П.
Спочатку ракетний комплекс планували встановити на одному з важких танків з того ж підприємства (ЧТЗ), але потім зупинилися на танку Т-64. Пророблялися 2 варіанти типу пускової установки — відкрита і закрита. Остаточно була обрана закрита. Корпус танка зварений з катаних броньових листів, лобова частина з комбінованої тришарової броні. Кількість пострілів — 10.
Випробування «Лотоса» велися до 1966 р. Вогонь вели з переобладнаного бронетранспортера БТР-60П. Танк «Об'єкт 772» створювати не стали, оскільки ракетний комплекс, під який він проектувався, на озброєння не прийняли.